# Strongylopus rhodesianus
Strongylopus rhodesianus är en groddjursart som först beskrevs av Hewitt 1933.  Strongylopus rhodesianus ingår i släktet Strongylopus och familjen Pyxicephalidae. IUCN kategoriserar arten globalt som sårbar. Inga underarter finns listade i Catalogue of Life.